# Brendan Favre
Brendan Favre (* 20. April 1999) ist ein schweizerischer Basketballspieler.

## Laufbahn
Als Jugendlicher spielte Favre in seinem Heimatland für Blonay Basket, BBC Agaune und Vevey Riviera Basket. Von 2014 bis 2018 weilte er im US-Bundesstaat Florida an der IMG Academy. Anschliessend nahm er ein Studium an der DePaul University in Chicago auf. Zwischen 2019 und 2023 gehörte er der Basketballmannschaft der Hochschule an.
2023 kehrte Favre zu Vevey Riviera Basket zurück und erzielte während der Saison 2023/24 in der höchsten Spielklasse der Schweiz 9,5 Punkte je Begegnung. 2024 schloss er sich dem Ligakonkurrenten BBC Monthey-Chablais an.